# K'inal Antzetik
K'inal Antsetik es una asociación civil mexicana constituida legalmente en 1995. Su mayor propósito es apoyar y fortalecer procesos organizativos de mujeres indígenas y mestizas para erradicar la discriminación de género con el objetivo de que obtengan un rol protagónico social, económico, político y cultural en sus comunidades.Tienen presencia en los estados de Chiapas, Guerrero, Oaxaca y Ciudad de México.
Su nombre significa "Tierra de mujeres" en idioma tseltal.

## Historia
K'inal Antsetik se origina a principios de los años noventa en conjunto con integrantes de las Cooperativas de Mujeres artesanas textiles del estado de Chiapas con la finalidad de que su gestión y dirección se separara de las autoridades gubernamentales para regresar el control a las productoras artesanales, lo que permitió su autonomía para una participación y reflexión social y política, así como el reconocimiento y reivindicación de sus derechos. En 1991, la cooperativa tenía unas 1000 artesanas de 23 comunidades, la mayoría de ellas sólo hablaban sus propias lenguas.
Para llevar a cabo su propósito cuentan con apoyo de diferentes organismos europeos y norteamericanos, como la fundación MacArthur de 1999 al 2016.
Actualmente la asociación trabaja capacitando a mujeres para el desarrollo de proyectos comerciales en tres regiones de Chiapas: Altos, Norte y Selva.
En 1996 se constituye la Cooperativa Jolom Mayaetik (“Las Tejedoras Mayas”) integrada por mujeres pertenecientes a las etnias tzotzil y tseltal de la región de los Altos de Chiapas, quienes se dedican a la producción y comercialización de textil artesanal para la mejora económica de sus familias. Desde el 2002 K'inal Antsetik cuenta con centro propio que comparte instalaciones con la Cooperativa en las afueras de San Cristóbal de las Casas.

## Áreas de acción
- K'inal abarca diversas áreas de acción:
  - Mujer y Autonomía Económica: Brinda asesoría para la comercialización de artesanías.
  - Derechos de las Mujeres: Promueve y defiende los derechos de las mujeres.
  - Defensa de la Tierra y el Territorio: Protege los derechos territoriales de las comunidades indígenas a través del reconocimiento de sus guardianas y la promoción de la visión holística de las mujeres de los pueblos originarios.
  - Defensa del Patrimonio Cultural: Salvaguarda y promueve el patrimonio cultural indígena, a través del acompañamiento a la Red de Cooperativas del Sur  (RECOSUR).
  - Salud Integral: Imparte talleres de concientización y sensibilización sobre temas de salud.
  - Agroecología: Fomenta prácticas agrícolas sostenibles el las regiones que acompaña.
  - Educación: Forma promotoras  y alfabetiza a mujeres.
  - Comunicación y Derechos de las Mujeres: Promueve y visibiliza la voz de las mujeres indígenas que acompaña mediante estrategias de comunicación, creación de contenido educativo, campañas de concientización y colaboración con medios para difundir mensajes sobre sus derechos y genera espacios para que expresen sus experiencias y demandas.

Por su parte, el Pacto Cero Violencia se compromete a la protección de los derechos de las mujeres en el marco de los derechos humanos, poniendo especial énfasis en la discriminación y violencia sexual y laboral.